# Pedaria minetti
Pedaria minetti là một loài bọ cánh cứng trong họ Bọ hung (Scarabaeidae).